# Elecciones al Parlamento Europeo de 1979 (Groenlandia)
La elección del Parlamento Europeo de 1979 en Groenlandia fue la elección de la delegación del país constituyente Groenlandia del Reino de Dinamarca al Parlamento Europeo en 1979.

## Resultados
| Partido                         | Partido                 | Votos  | %     | Escaños |
| ------------------------------- | ----------------------- | ------ | ----- | ------- |
|                                 | Siumut                  | 5,118  | 55,27 | 1       |
|                                 | Atassut                 | 4,142  | 44,73 | 0       |
| Total                           | Total                   | 9,260  | 100   | 1       |
|                                 |                         |        |       |         |
| Votos válidos                   | Votos válidos           | 9,260  | 94,76 |         |
| Votos nulos y blancos           | Votos nulos y blancos   | 512    | 5,24  |         |
| Votos Totales                   | Votos Totales           | 9,772  | 100   |         |
| Inscritos/Participación         | Inscritos/Participación | 29,188 | 33,48 |         |
| Fuente: Folketingsårbog 1978–79 |                         |        |       |         |

## Diputado electo
| Candidato  | Partido Nacional | Partido Nacional | Grupo europeo | Grupo europeo | Partido Político Europeo |
| ---------- | ---------------- | ---------------- | ------------- | ------------- | ------------------------ |
| Finn Lynge |                  | Siumut           |               | SOC           | Ninguno                  |